# Sugidama

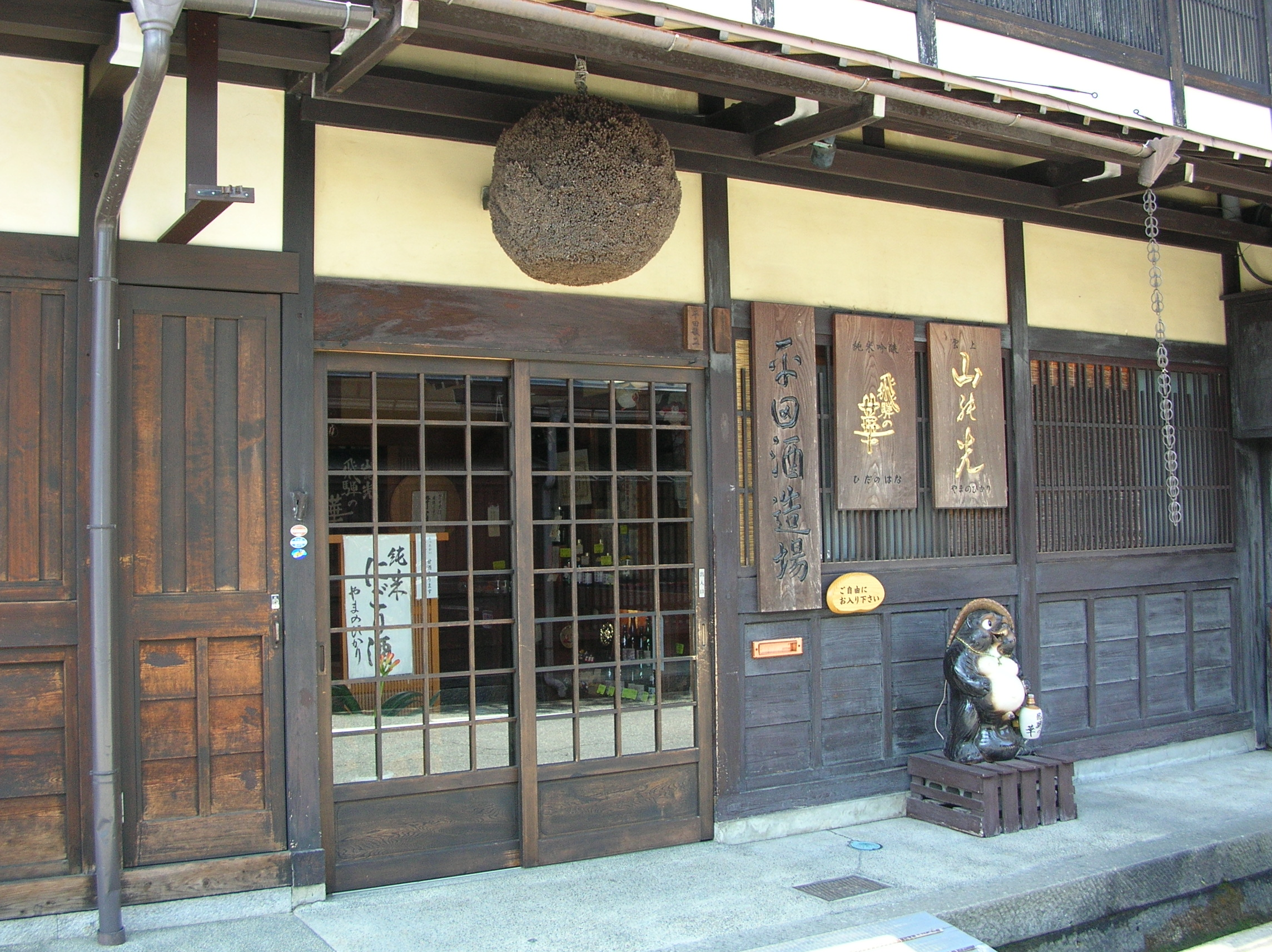
Ein braun-verfärbter Sugidama über dem Eingang zu einer Sake-Brauerei in Takayama

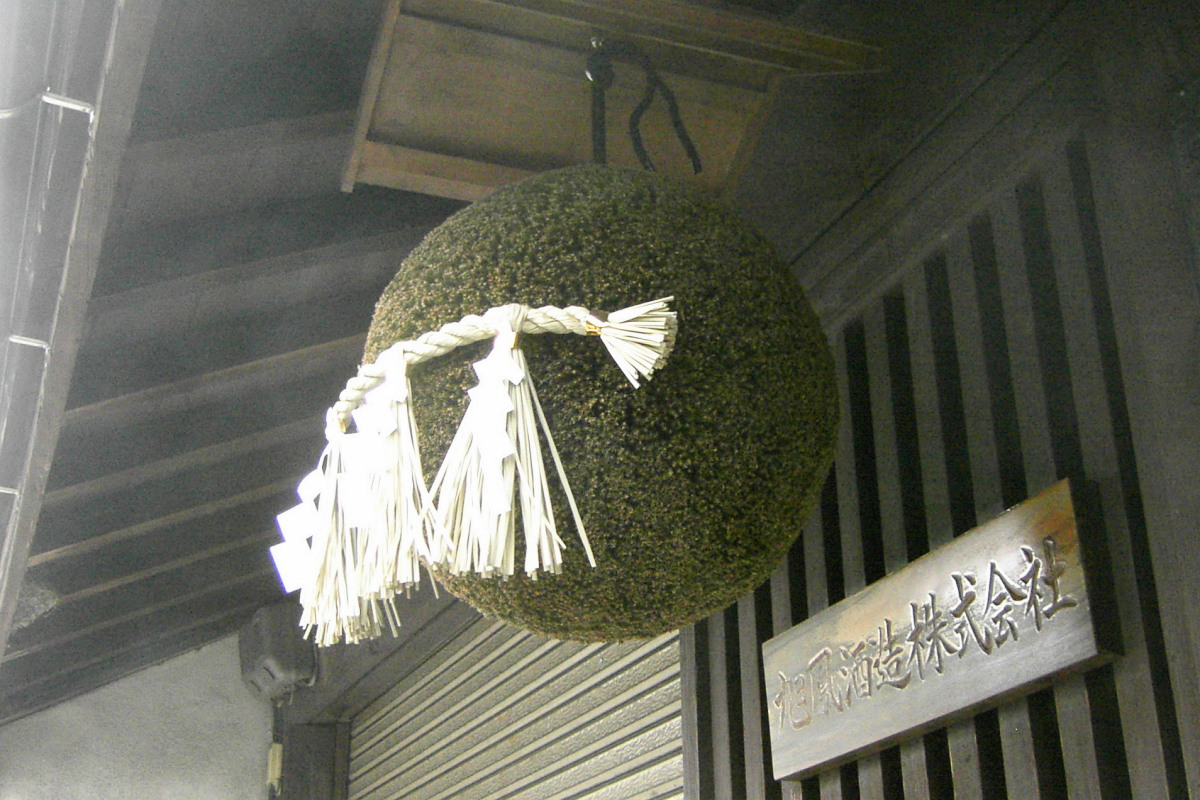
Ein noch grüner Sugidama über dem Eingang zu einer Sake-Brauerei in Hiroshima

Ein Sugidama (jap. 杉玉) oder auch Sakabayashi (酒林) ist das traditionelle Symbol der japanischen Sake-Brauereien im südlichen Honshū.
Es handelt sich um Zweige der Sicheltanne (sugi), die zusammengebunden und in Kugelform geschnitten werden. Diese Kugeln werden über dem Eingang zur Brauerei gehängt, wenn neuer Sake angesetzt wird. Die braune Verfärbung der Blätter signalisiert, dass der angesetzte Sake trinkfertig gereift ist.